# Џипсум (Канзас)
Џипсум (енгл. Gypsum) град је у америчкој савезној држави Канзас.

## Демографија
По попису из 2010. године број становника је 405, што је 9 (-2,2%) становника мање него 2000. године.
| Група             | 2000.       | 2010.       |
| Белци             | 392 (94,7%) | 377 (93,1%) |
| Афроамериканци    | 5 (1,2%)    | 2 (0,5%)    |
| Азијати           | 0 (0,0%)    | 4 (1,0%)    |
| Хиспаноамериканци | 4 (1,0%)    | 10 (2,5%)   |
| Укупно            | 414         | 405         |